# Mosslumrar
Mosslumrar (Selaginella) är det enda växtsläktet i familjen mosslummerväxter (Selaginellaceae) och innefattar omkring 700 arter.
Ursprungligen räknades mosslumrarna till familjen lummerväxter men eftersom mosslumrarna har två olika typer av sporer (de är heterospora) har man valt att placera dem i en egen familj.

## Mosslumrar i Sverige
Bland det stora antalet är det bara en enda art, dvärglummer, som förekommer vilt i Sverige, men exempelvis falsk jerikoros (Selaginella lepidophylla), även kallad uppståndelseväxt, odlas i svenska växthus.

## Arter (urval)
- Blå mosslummer (Selaginella uncinata)
- Buskmosslummer (Selaginella martensii)
- Dvärglummer (Selaginella selaginoides)
- Falsk jerikoros (Selaginella lepidophylla)
- Glansmosslummer (Selaginella kraussiana)
- Kuddmosslummer (Selaginella apoda)
- Platt mosslummer (Selaginella denticulata)
- Schweizisk mosslummer (Selaginella helvetica)
- Tuvmosslummer (Selaginella pallescens)
- Selaginella azorica
- Selaginella caesia
- Selaginella cuspidata
- Selaginella doederleinii
- Selaginella emmeliana
- Selaginella underwoodii